# Folila
Albums de Amadou et Mariam
The Magic Couple
(2009) La Confusion
(2017)
Folila est le septième album du duo malien Amadou et Mariam sorti le 2 avril 2012.

## Titres de l'album
| No  | Titre                                               | Durée |
| --- | --------------------------------------------------- | ----- |
| 1.  | Dougou Badia (avec Santigold)                       | 3:53  |
| 2.  | Wily Kataso (avec Tunde et Kyp de TV on the Radio)  | 4:23  |
| 3.  | Oh Amadou (avec Bertrand Cantat)                    | 3:28  |
| 4.  | Metemya (avec Jake Shears de Scissor Sisters)       | 3:54  |
| 5.  | Africa mon Afrique (avec Bertrand Cantat)           | 3:40  |
| 6.  | C'est pas facile pour Les Aigles (avec Ebony Bones) | 2:40  |
| 7.  | Wari (avec Amp Fiddler)                             | 3:19  |
| 8.  | Sans toi                                            | 3:15  |
| 9.  | Mogo (avec Bertrand Cantat)                         | 3:34  |
| 10. | Another Way (avec Bertrand Cantat)                  | 2:56  |
| 11. | Bagnale (avec Abdallah Oumbadougou)                 | 3:29  |
| 12. | Nebe Miri (avec Theophilus London)                  | 3:06  |
| 13. | Chérie                                              | 4:39  |

## Récompense
- 2013 : Victoire de la musique de l'album de musiques du monde de l'année